# هاينز كروزه
هاينز كروز (بالألمانية: Heinz Kruse)‏ هو موسيقي ومغني أوبرا ومغني ألماني، ولد في 29 أغسطس 1940 في شلسفيغ في ألمانيا، وتوفي في 22 يوليو 2008.

## وصلات خارجية
- هاينز كروزه على موقع ميوزك برينز (الإنجليزية)
- هاينز كروزه على موقع أول ميوزيك (الإنجليزية)
- هاينز كروزه على موقع ديسكوغز (الإنجليزية)